# (12895) Balbastre
(12895) Balbastre (1998 QO99) – planetoida z grupy pasa głównego asteroid okrążająca Słońce w ciągu 3,35 lat w średniej odległości 2,24 j.a. Odkryta 26 sierpnia 1998 roku.